# کیجن
تولیدکننده کلید (به انگلیسی: Key generator) یا کیجن (به انگلیسی: Keygen)، یک برنامهٔ رایانه‌ای است که برای تولید کلیدهای مجوز محصول نظیر شماره سریال لازم برای فعال‌سازی نرم‌افزارهای کاربردی به‌منظور استفاده از آن‌ها کاربرد دارد. کیجن‌ها ممکن است به‌طور قانونی توسط تولیدکنندگان نرم‌افزار به‌منظور صدور مجوز نرم‌افزار در محیط‌های تجاری که در آن نرم‌افزار به صورت انبوه برای کل وبگاه یا شرکت مجوز داده شده‌است، یا در شرایط نقض حق تکثیر یا دزدی نرم‌افزاری به‌طور غیرقانونی و نامشروع توزیع شوند.

## کیجن‌های بدافزاری
بسیاری از کیجن‌های غیرمجاز ممکن است حاوی بدافزار باشند. این تولیدکننده‌های کلید ممکن است که کلیدی معتبر را تولید کنند، اما بدافزار تعبیه‌شده در آن‌ها که به‌طور همزمان بارگیری شده‌است، ممکن است نسخه‌ای از کریپتو لاکر (باج‌افزار) باشد.
نرم‌افزارهای ضدویروس ممکن است بدافزارهای تعبیه‌شده در کیجن‌ها را شناسایی کنند؛ چنین نرم‌افزارهایی معمولاً کیجن‌های غیرمجازی که حاوی بار اضافی نباشند را نیز به‌عنوان برنامهٔ بالقوه ناخواسته شناسایی می‌کنند و غالباً آن‌ها را با تحت عنوان Win32/Keygen یا Win32/Gendows برچسب می‌زنند.